# 北八ヶ岳

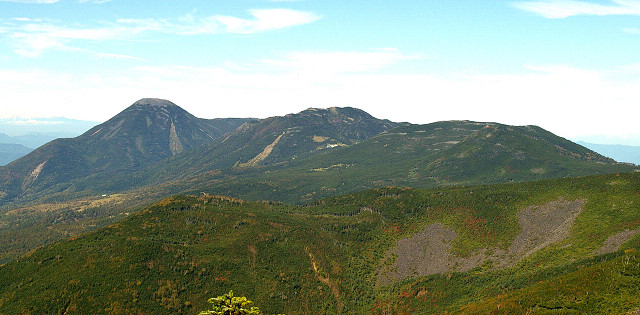
北八ヶ岳（右手前から縞枯山・横岳・蓼科山, 天狗岳中腹から撮影、2006年10月）

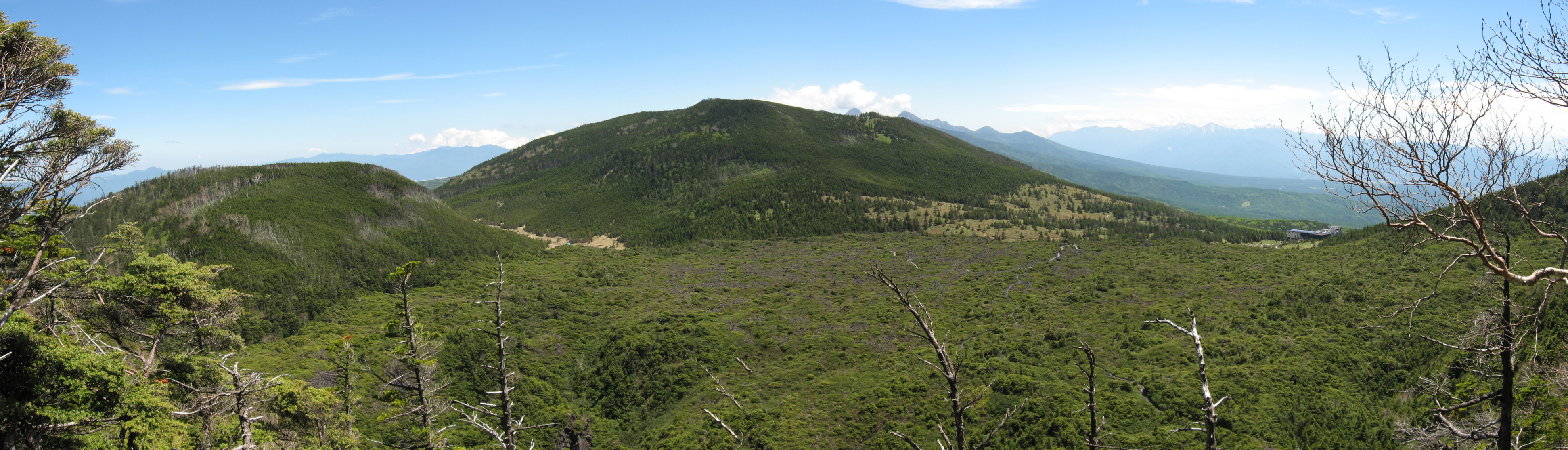
坪庭と縞枯山（2007年6月撮影）

北八ヶ岳（きたやつがたけ）は、八ヶ岳連峰の北部、フォッサマグナの中央部を占める大規模複成火山体である八ヶ岳火山列のうちの、北側を指す。「きたやつ」と略される。一般的に北八ヶ岳とは大河原峠から南の夏沢峠までをいう。全域が長野県に属する。
蓼科山や横岳などの溶岩ドームや成層火山からなる。標高2,000 m台の山々で構成され、ハイキングから本格登山まで楽しめる。南八ヶ岳に比べ、斜面がなだらかで岩場が少なく森も多いので、山スキーの適地となっている。
北八ヶ岳火山列は初期にソレアイト系の玄武岩を噴出し、その後安山岩質の成層火山を形成し更新世後期に蓼科溶岩円頂を形成した。最新のマグマ活動は800年前の八丁平溶岩流で888年6月20日には水蒸気爆発による岩宵なだれ（大月川岩宵なだれ）が発生した。その過程で形成されたのが松原湖である。

## 登山
北八ヶ岳には多くの池がある。お池めぐりとして多くの登山客に親しまれており、1年を通して楽しめる。冬はスノーシューを履いて、凍った池の上を歩くのは気持ちが良い。雪が解けると鮮やかな緑に囲まれた多種多様な池の景色は素晴らしい。

## 主な山
- 箕冠山 (2,590 m)
- 根石岳 (2,603 m)
- 天狗岳 (2,646 m)
- 中山 (2,496 m)
- 乳 (2,352 m)
- 丸山 (2,330 m)
- 麦草峠 (2,127 m)
- 茶臼山 (2,384 m)
- 縞枯山 (2,403 m)
- 雨池山 (2,325 m)
- 三ツ岳 (2,360 m)
- 北横岳（横岳）(2,480 m)
- 大岳 (2,381 m)
- 双子山 (2,224 m)
- 大河原峠 (2,093 m)
- 蓼科山 (2,530 m)
- スズラン峠 (1,720 m)

## 交通
- 中央自動車道：諏訪南インターチェンジ、小淵沢インターチェンジ
- 東日本旅客鉄道中央本線：茅野駅
- 東日本旅客鉄道小海線：松原湖駅、小海駅、八千穂駅
- 国道299号